# Steinkiste von Hulta

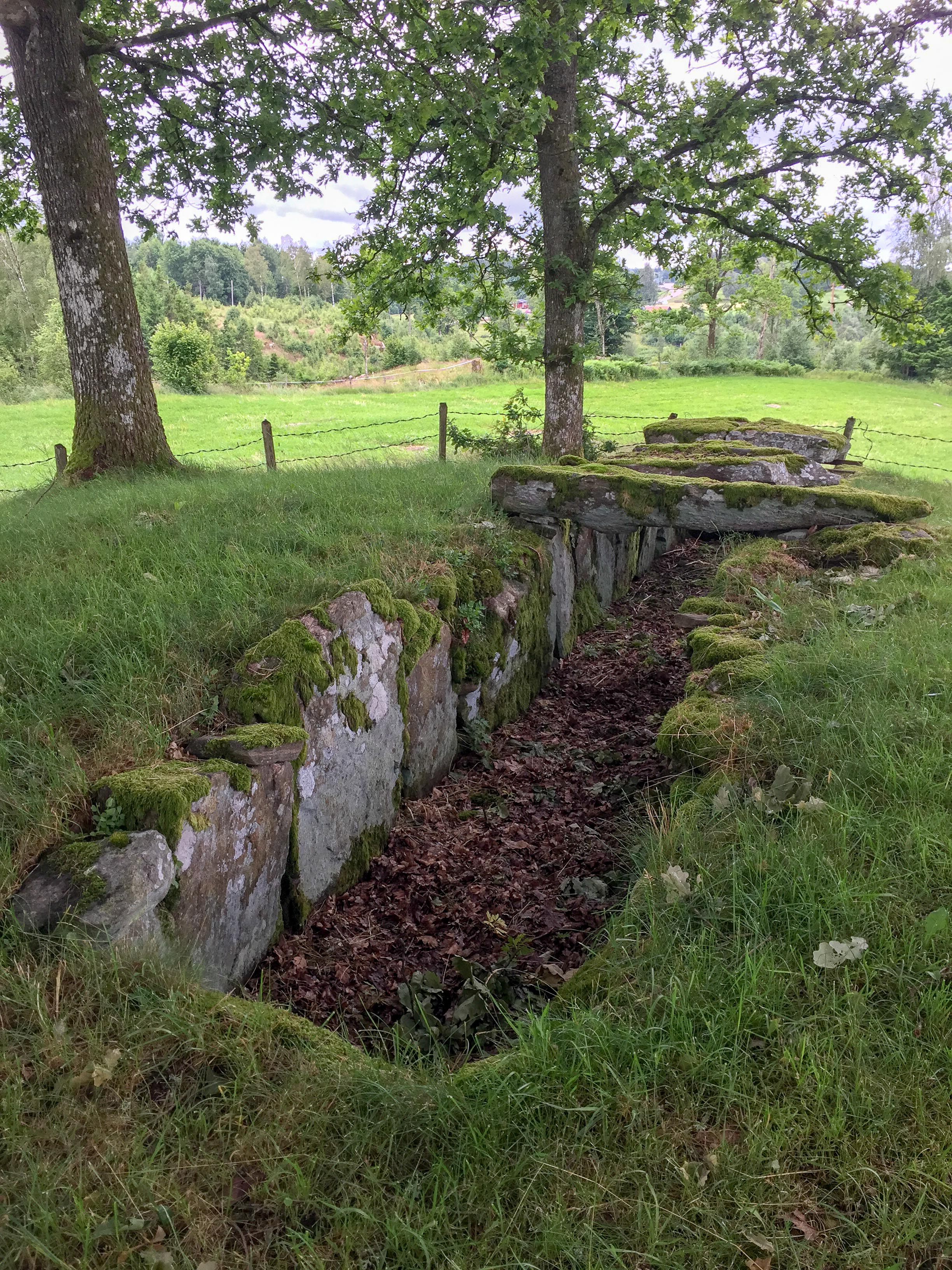
Steinkiste von Hulta

Die Steinkiste von Hulta (schwedisch Hällkistan vid Hulta) liegt nordöstlich von Källsjö und Varberg in Halland in Schweden.
Die etwa 4000 Jahre alte, eingetiefte megalithische Steinkiste (schwedisch Hällkista) ist heute mit etwa 7,3 m die längste in Halland. Die Steinkiste Dvärgahuset in Lindome in der Gemeinde Mölndal war ursprünglich ähnlich groß. Sämtliche Tragsteine und drei der Decksteine der Steinkiste von Hulta sind erhalten. Sie wurde Ende des 19. Jahrhunderts und 1974 ausgegraben, es wurden jedoch keine Gegenstände gefunden.
Südöstlich der Stadt liegt die Trollgrottan im Gnipeberg. Die Trollhöhle ist mit etwa 38 m Hallands längste Höhle. 